# Espen Lind
Espen Lind (født 13. maj 1971 i Tromsø, Norge) er en norsk singer-songwriter, producer og musiker.
Lind debuterede i 1995 med albummet Mmm...Prepare To Be Swayed, der dog kun blev udgivet i Norge. Det internationale og kommercielle gennembrud fik han først i 1997 med singlen When Susannah Cries, der ramte hitlisterne og flere europæiske og latinamerikanske lande, bl.a. Norge, hvor den var nummer 1 seks uger i træk. Debutalbummet solgte 100.000 eksemplarer i Norge og 350.000 eksemplarer på verdensplan og indbragte ham tre priser ved uddelingen af Spellemannprisen i 1998, bl.a. årets kunstner.
I 2000 kom Espen Linds tredje album, der bl.a. indeholdt duetten Where the Lost Ones Go med Sissel Kyrkjebø. Albummet opnåede guld i Norge, men blev kommercielt set betragtet som en skuffelse. Efter fire års pause kom albummet April på gaden i 2005, og i 2006 koncertalbummet Hallelujah Live, der bl.a. rummede en coverversion af Leonard Cohens Hallelujah. Det femte album Army Of One ventes i 2008. Singleforløberen, Scared Of Heights, kom på gaden i maj.
Espen Lind har i samarbejde med andre skrevet sange for bl.a. Beyoncé, Chris Brown, Jessica Simpson, Ne-Yo, Elliott Yamin, Leona Lewis og Jordin Sparks. 